# By the Grace of God
«By the Grace of God» (рус. По милости Бога) — песня, записанная американской певицей Кэти Перри для её четвёртого студийного альбома Prism (2013). Композиторами и продюсерами трека выступила сама Перри при участии канадского продюсера Грега Уэллса. Текст композиции вдохновлен разводом Перри с английским актёром Расселом Брэндом. Лирическое содержание песни повествует о поиске внутренней силы и стремлении прийти в сознание.

## Отзывы критиков
«By the Grace of God» получила положительные отзывы от музыкальных критиков. Джейсон Липшатц из Billboard посчитал, что песня "конечно же не хит для радиостанций, но [композиция] будет играть решающее значение для слушателей, которые попытаются понять образ мышления Перри на Prism".

## Живые выступления
«By the Grace of God» была впервые представлена Перри во время выступления на iTunes Festival, который прошёл 30 сентября 2013 года. Песня была включена в сет-лист третьего мирового тура певицы Prismatic World Tour. Перри исполнила «By the Grace of God» во время 57-й церемонии «Грэмми». Во время выступления к исполнительнице присоединилась лидер движения по борьбе с домашним насилием Брук Акстелл.

## Творческая группа
Информация о составе творческой группы была взята из обложки альбома Prism.
- Кэти Перри — автор песни, продюсер, вокал, бэк-вокалист
- Грег Уэллс — автор песни, продюсер, ударные, фортепиано, синтезатор, программирование
- Сербан Генейя — Звукорежиссёр
- Джон Хейнс — Мастеринг

## Позиции в чартах
| Чарт (2013)                                    | Наивысшая позиция |
| ---------------------------------------------- | ----------------- |
| South Korea (GIC)                              | 77                |
| UK Singles Chart (The Official Charts Company) | 179               |
| U.S. Billboard Bubbling Under Hot 100 Singles  | 10                |
| U.S. Billboard Hot Digital Songs               | 71                |

## Список композиций
- Цифровые загрузки[12]

1. «By the Grace of God» – 4:28